# Chema Alonso
José María Alonso Cebrián, popularment conegut com a Chema Alonso (Madrid, 1975) és membre del Consell Executiu de Telefónica, hacker i expert en ciberseguretat espanyol.
El 1999 va començar a treballar a l'empresa Informàtica 64, empresa de seguretat informàtica, com a consultor de seguretat, empresa que finalment va dirigir. Des del 2009 dirigeix també el màster de Seguretat d'Informació de la Universitat Europea de Madrid. El 2005 i fins al 2016 la multinacional Microsoft li va concedir el prestigiós guardó Microsoft MVP (Microsoft Most Valuable Professional) dins de l'àrea de seguretat corporativa.
Alonso es va incorporar a la multinacional Telefónica el 2013 gràcies a la compra d'Informàtica 64, adquirida amb el nom d'ElevenPaths i de la qual és executiu. A Telefónica ocupa també el càrrec de CDO (Chief Data Officer) des 2016. A l'empresa és el responsable, entre d'altres, de la ciberseguretat global i de la seguretat de les dades. Ha compaginat la seva feina amb la publicació de diversos llibres, així com amb participacions periòdiques en mitjans de comunicació com ara Las Mañanas de l'emissora COPE i La Sexta sobre la ciberseguretat. La Guàrdia Civil ha condecorat a Alonso amb la medalla Blanca per les seves col·laboracions habituals amb la institució.
Alonso és Enginyer Informàtic per la Universitat Rey Juan Carlos i Enginyer Tècnic Informàtic de Sistemes per la Universitat Politècnica de Madrid, on va ser distingit com a Ambaixador Honorífic de la Escola Universitària d'Informàtica el 2012. Es va doctorar en Seguretat Informàtica per la Universitat Rey Juan Carlos de Madrid.
Alonso és considerat un dels millors hackers d'Espanya, en la seva accepció tècnica original de "persona destra en l'ús de sistemes informàtics". Això ve corroborat per les seves nombroses participacions en múltiples conferències nacionals i internacionals de ciberseguretat, entre les quals destaquen BlackHat i DEF CON (sent en aquesta última l'espanyol que més vegades hi ha participat).